# یون سو آه
ایم سون وو (کره‌ای: 임선우؛ زادهٔ ۳۰ سپتامبر ۲۰۰۰) که با نام هنری یون سو آه (کره‌ای: 윤서아) شناخته می‌شود، بازیگر اهل کره جنوبی است. او بیشتر به خاطر ایفای نقش در مجموعه نتفلیکس با وجود اینکه می‌دانم شناخته می‌شود.

## فیلم‌شناسی

### مجموعه تلویزیونی
| سال  | عنوان                | نقش                | توضیحات               | منابع       |
| ---- | -------------------- | ------------------ | --------------------- | ----------- |
| ۲۰۱۸ | پاپای بد             | وانگ هه جی         | بازیگر مهمان          | [ ۳ ]       |
| ۲۰۱۹ | گل نوکدو             | گیسِنگ              | بازیگر مهمان          |             |
| ۲۰۲۰ | زیبایی حقیقی         | جوانی لیم هی کیونگ | بازیگر مهمان          |             |
| ۲۰۲۱ | با وجود اینکه می‌دانم | سو جی وان          |                       | [ ۲ ] [ ۱ ] |
| ۲۰۲۲ | قلب خونین            | دونگ گوم           |                       | [ ۴ ]       |
| ۲۰۲۲ | وب‌تون امروز          | اون نو ری          |                       | [ ۵ ]       |
| ۲۰۲۳ | گوکدو: فصل خدا       | اون جی             | بازیگر مهمان (قسمت ۲) |             |
| ۲۰۲۴ | افسانه بانو اوک      | بک یی              |                       | [ ۶ ]       |

### مجموعه اینترنتی
| سال  | عنوان               | نقش        | توضیحات                 | منابع |
| ---- | ------------------- | ---------- | ----------------------- | ----- |
| ۲۰۲۰ | انقلاب عشق          | به جی یون  |                         | [ ۳ ] |
| ۲۰۲۲ | عدالت برای نوجوانان | گو هه ریم  | بازیگر مهمان (قسمت ۴–۵) | [ ۷ ] |
| ۲۰۲۲ | موسیقی متن شماره ۱  | کیم سو یون | بازیگر مهمان (قسمت ۴)   | [ ۸ ] |
| ۲۰۲۴ | خداحافظ زمین        | چه یونگ جی |                         | [ ۹ ] |